# 9434 Bokusen
9434 Bokusen este un asteroid din centura principală de asteroizi.

## Descriere
9434 Bokusen este un asteroid din centura principală de asteroizi. A fost descoperit pe 12 februarie 1997 la Ōizumi de Takao Kobayashi. Asteroidul prezintă o orbită caracterizată de o semiaxă mare de 2,27 ua, o excentricitate de 0,14 și o înclinație de 2,7° în raport cu ecliptica.